# リズムハンター ハーモナイト
『リズムハンター ハーモナイト』（英題：HarmoKnight）は、ゲームフリークが開発し任天堂より2012年9月5日に発売されたニンテンドー3DS用リズムアクションゲーム。

## 概要
調和の取れた音楽の世界「ハーモニア」を不協和音とノイズで満たそうとたくらむ異星人「ノイゾイド」たちを倒すため、主人公の少年テンポが冒険を繰り広げる。舞台となる各ステージではテンポが自動的に走り続ける横スクロールのランアクションゲームの形式で進行し、アイテムや敵キャラクターなどの配置はBGMのリズムと同期している。
2012年8月29日に配信された任天堂のWeb番組「Nintendo Direct」内で本作の情報が公開され、同日に体験版の配信が開始された。

## システム
BGMのジャンル別に分かれた全8ワールドで構成され、それぞれに複数のステージが含まれている。
通常ステージでのテンポの基本アクションはジャンプとアタックの2種類でゴール地点に到達すればステージクリアとなる。一方、中ボスや大ボスが登場するステージでは画面上で指定されたボタン操作をリズムに合わせて実行する（例えば「A、A、A」と指定されたら同じようにAボタンを押す）という方式を繰り返す。また、一部ステージでは操作キャラクターが後述の仲間のライラまたはジンベイと入れ替わり、テンポとは異なる操作を行う。
各ステージでは音符の形のオブジェクト「オンプ」を集めることが目的になっている。そのまま配置されているオンプは触れるだけで取得できるほか、敵などにタイミングよく攻撃を当てた際にも取得できる。また、力を溜めてアタックする「チャージアタック」で攻撃すると取得オンプが通常より1つ増える。
ステージクリア時、オンプの取得数が一定数を超えると金色か銀色の花が咲き、この時手に入る「キングオンプ」を一定数集めるとステージ選択マップで道を塞ぐ隕石を壊すことができる。また、好成績で金色の花が咲いたステージでは、通常よりもスクロール速度が速くなる「スピードモード」でプレイできるようになる。このほか、ワールドをクリアするごとに、ゲームフリークの開発ソフトである『ポケットモンスター』シリーズの楽曲をBGMに用いたステージ（全5種類）が順次解禁される。

## 登場人物
テンポ
主人公の少年。音符のような形をした伝説の杖を武器に用いて冒険する。
タッピー
テンポの友達のウサギ。ステージの開始時や途中でテンポにアドバイスを送る。
ウッドウィン
テンポの師匠。かつてハーモニアの危機を救った戦士「ハーモナイト」で、そのことをよく自慢する。
ライラ
ハーモニアの戦士。治安を守るためにパトロールしており、テンポたちの旅に同行する。ウッドウィンと面識がある。
操作時には手持ちのハープを弓矢代わりに用いて光の筋を飛ばし、画面上の照準と対象物が重なった時に発射すると攻撃成功になる。また、よけるアクションもある。
ジンベイ
ハーモニアをさすらう風来坊。相棒のサルのシンビィを連れている。自身のトロッコをテンポたちが勝手に使ったことを咎めるが、タッピーが提案した褒美の話に興味を示し同行することになる。
操作時には上下2つの照準が画面上に表示され、シンビィが上段をシンバルで、ジンベイが下段を太鼓のばちで攻撃する。
アリアナ
「シンフォニーシティ」の城の姫。歌声で人々を癒す力を持っている。物語の中盤で後述のガーガンにさらわれてしまう。
ガーガン
ノイゾイドたちのボス。アリアナをノイゾイドに変化させて強力な力を手に入れハーモニアの支配者になろうと目論んでいる。

## 開発
ゲームフリークでは2010年頃から、どの社員であっても企画書を書いて3人以上の賛同者を集めれば3か月間そのゲームを制作してもよいという社内制度「GEAR」を始めており、その制度下で経営側がプロジェクト化の許可を出して完成に至った初のソフトが本作である。ゲームフリークはこれまで、代表作である『ポケットモンスター』シリーズを作りつつ新しいプロジェクトを立ち上げるにはどうしたらよいかを模索してきたが、その間に形になったオリジナル作品は2005年発売の『スクリューブレイカー 轟振どりるれろ』などに留まっていたことから会社自体の組織体制から変えなければ駄目なのではないかと考え、また、若いスタッフに作品をゼロから作って育てていく経験を積むチャンスを作るべきという考えも制度のきっかけとなっている。